# Cases Torres Germans
L'édifice Cases Torres Germans est une œuvre moderniste de Barcelone protégée comme Bien Culturel d'Intérêt Local. L'édifice comprend trois bâtiments adjacents réalisés entre en 1905 et 1908 par la Société Torres Germans et projetés par l'architecte Jaume Torres Grau. Il est situé dans le district de l'Eixample. 

## Description
Le bâtiment central présente un plan triangulaire. Sa façade comprend deux tribunes de corps demi-circulaire architecturées en fer présentant deux bow windows en vitrail plombé, surplombés d'une guirlande polychrome. Tous les balcons sont fermés par des rambardes en fer forgé. Le bâtiment est surmonté par une couverture étagée parachevée par des pinacles couronnant le toit.

Les édifices de chaque côté ont un style différent, la façade de la rue de Paris rappelant notamment la Casa Calvet construite par Antoni Gaudí quelques années plus tôt.  

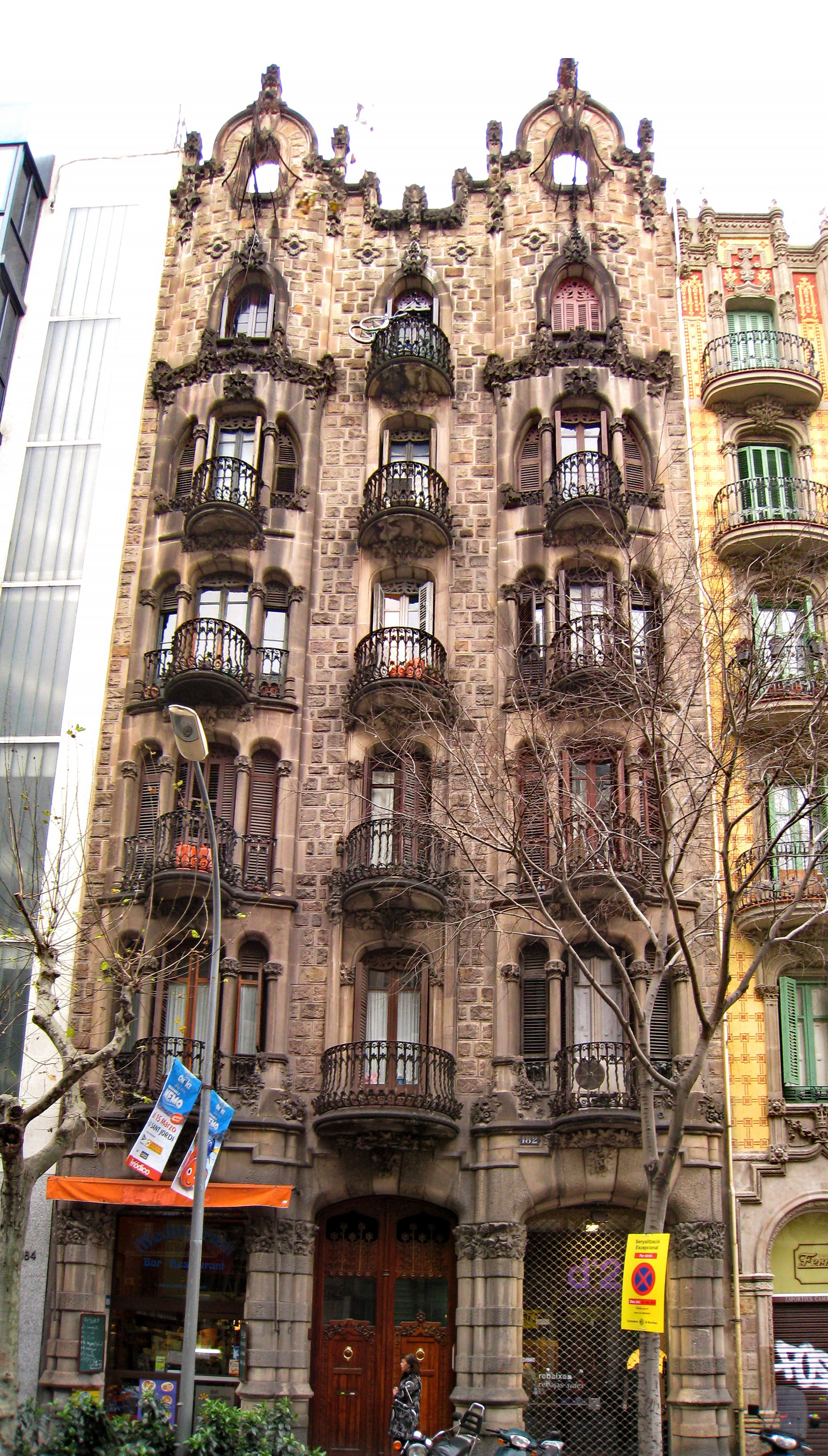
Façade au 182 rue de Paris
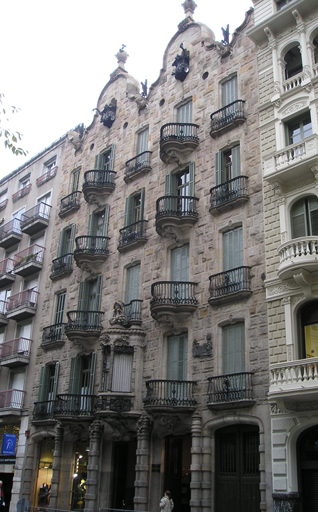
La Casa Calvet de Gaudi, ayant inspiré la façade du 182 rue de Paris

## Source de traduction
- (ca) Cet article est partiellement ou en totalité issu de l’article de Wikipédia en catalan intitulé « Cases Torres Germans » (voir la liste des auteurs).